# BabyMonster
Le BabyMonster (베이비몬스터?, BeibimonseuteoLR; conosciute anche come Baemon) sono un girl group sudcoreano formatosi a Seul nel 2023 tramite il reality show Last Evaluation. Composto dalle cantanti Ruka Kawai, Pharita, Asa Enami , Ahyeon Jung, Haram, Lee Dain e Chiquita, il gruppo è nato sotto la direzione della YG Entertainment.

## Storia

### 2018-2022: formazione e attività prima del debutto
Dopo il lancio dei gruppi femminili rappresentativi della YG Entertainment, le 2NE1 (2009) e le Blackpink (2016), la notizia di un prossimo gruppo femminile dell'agenzia era circolata già nel 2018. La compagnia ha ricevuto candidate da vari paesi del mondo, alcune delle quali sono state accettate nel programma di formazione della band già all'età di 10 anni, con una formazione media di quattro o cinque anni. In termini di numero di reclute, ogni potenziale membro si classificò 1º contro migliaia di candidate nelle rispettive audizioni. Nel gennaio 2020, il nome BabyMonster, uno dei tanti nomi inizialmente pensato per le Blackpink, e Baemon (un'abbreviazione sillabica del nome del gruppo) sono stati registrati dall'etichetta e utilizzati provvisoriamente dai media fino alla fine dei loro usi ufficiali.
Il processo di selezione dei membri è stato raccontato in Last Evaluation, un reality show girato l'anno precedente prima della messa in onda ufficiale. Il fondatore dell'etichetta, Yang Hyun-suk, si è avvalso dell'assistenza di Lee Su-hyun degli AKMU, Kang Seung-yoon e Lee Seung-hoon dei Winner, per giudicare, classificare e determinare la formazione per tutta la durata del reality. Yang ha rivelato che il numero di membri che aveva inizialmente pianificato era cinque; tuttavia, è stato finalizzato un ensemble di sette membri con tre membri sudcoreani (Ahyeon, Rami, Rora), due membri giapponesi (Ruka, Asa) e due membri thailandesi (Pharita, Chiquita). Ahyeon, Ruka, Chiquita, Rami e Pharita sono stati selezionati dall'etichetta, mentre Rora e Asa erano contemplate per essere inserite in due progetti diversi prima di unirsi alla formazione finale come scelta dei fan.
La maggior parte dei membri del gruppo ha avuto già precedenti esperienze nel settore dell'intrattenimento prima di essere accettate nella YG Entertainment. Rami ha iniziato come modella all'età di due anni prima della sua audizione nel 2018; Ruka ha debuttato nel gruppo femminile in Giappone Shibu3 nel 2017 prima di diventare il membro più preparato dei sette membri; Rora si è unita al gruppo musicale per bambini U.SSO Girl sotto il nome d'arte U.ha con Hyein delle NewJeans prima della sua audizione nel maggio 2018; scelta tra le 1 226 candidate durante la sua audizione nel luglio 2020, diventando la sesta ad essere accettata. Asa e Ahyeon hanno fatto un'audizione per l'etichetta rispettivamente nel 2018, mentre Chiquita è diventata l'ultima ad unirsi al gruppo, formandosi per tre mesi dalla sua recluta nel 2021, il periodo più breve di tutti i membri.

### 2023-presente: il debutto conBatter Up,BabyMons7er e il loro primo full-album DRIP
La YG Entertainment ha segnalato l'introduzione formale del settetto il 30 dicembre 2022, con una foto promozionale con il sottotesto YG Next Movement accompagnato da un video promozionale pubblicato su YouTube il giorno di Capodanno. Nel video sono apparsi tutti i membri dei Winner e delle Blackpink, il duo degli AKMU, del ballerino e coreografo Lee Jung-lee e del fondatore dell'etichetta. L'introduzione delle BabyMonster, insieme all'annuncio del possibile ritorno di G-Dragon come solista quello stesso giorno, hanno contribuito a un successivo aumento delle azioni dell'etichetta, con un balzo dell'11,74%. I sette membri sono stati rivelati al pubblico attraverso la pubblicazione graduale di video dove erano presenti delle performance dal vivo (nell'ordine: Rami, Ahyeon, Chiquita, Asa, Rora, Pharita e Ruka); e attraverso anche al singolo pre-debutto Dream, pubblicato esclusivamente tramite il loro canale YouTube il 14 maggio 2023, debuttando in cima alla classifica Billboard Hot Trending Songs.
Il gruppo tra novembre 2023 e febbraio 2024 ha pubblicato due singoli Batter Up e Stuck in the Middle, con il primo che funge da singolo di debutto dell'allora sestetto. Lee Chan-hyuk degli AKMU e Choi Hyun-suk dei Treasure hanno contribuito alla stesura di Batter Up, mentre il membro del gruppo Asa ha lavorato sia alla musica che ai testi. Il video musicale ha accumulato 22,59 milioni di visualizzazioni in un giorno, diventando il video musicale di debutto più visto nelle prime 24 ore nella storia del K-pop, ed è diventato il video musicale di debutto più veloce a raggiungere 100 milioni di visualizzazioni sulla piattaforma in diciotto giorni dopo la sua uscita. Il pezzo ha trovato ulteriore successo sulla piattaforma musicale Spotify, raggiungendo 10 milioni di stream in dieci giorni, il più veloce per un gruppo femminile K-pop esordiente. Il membro Ahyeon, che era assente dalle attività del gruppo per motivi di salute, si riprese presto e tornò dalla pausa, unendosi agli altri membri del gruppo per promuovere le loro attività come settetto.
In occasione del debutto ufficiale del gruppo, il 1º aprile è stato pubblicato il loro EP BabyMons7er. Il disco è supportato dal brano Sheesh, e include le canzoni reincise di Batter Up e Stuck in the Middle con tutti e sette i membri, comprende anche il brano Like That di Charlie Puth a seguito di un video virale di una cover di Dangerously cantata da Ahyeon. L'uscita omonima ha registrato oltre 460 000 preordini, e ha debuttato alla 3ª posizione della classifica degli album sudcoreana. Per celebrare il loro debutto, si è tenuto un negozio pop-up temporaneo presso la Hyundai Seoul, inaugurando 2 000 visitatori nei primi due giorni. Inizialmente pubblicato con un'accoglienza tiepida, "Sheesh" ha scalato le classifiche nazionali in seguito a un aumento di popolarità grazie alle sue esibizioni dal vivo, raggiungendo il numero dieci nella Circle Digital Chart. Inoltre, quell'anno divenne il record per un gruppo femminile K-pop su Spotify, debuttando con 1,76 milioni di streams nella classifica globale delle migliori canzoni giornaliere al sessantanovesimo posto. In concomitanza con la loro ultima uscita, il settetto ha intrapreso il suo primo tour di fan meeting a maggio in sei regioni asiatiche: Singapore, Giappone, Thailandia, Taiwan, Indonesia e Corea del Sud. Di conseguenza, i Babymonster entrarono in locali di "classe arena" entro quaranta giorni dal loro debutto, vendendo 26.000 biglietti solo nella fermata di Tokyo.
Il 1 luglio è stato rilasciato un singolo digitale pre-release intitolato "Forever". 
L'album in studio, intitolato Drip, è stato rilasciato il 1 novembre, guidato da due singoli "Clik Clak" e "Drip". Click Clack era stato inizialmente introdotto come traccia normale dell'album, ma dopo il rilascio del teaser e il suo grandissimo successo su tutte le piattaforme divenendo un trend internazionale, si decise di lasciarlo come opening track dell'album ma di farlo diventare anche come track title di esso; abbiamo avuto la possibilità di avere tutte e sette le cantanti a rappare in un unico brano, sfoggiando totalmente la loro aura da YG, come i fans dicono. Nell'album si è inoltre dato il via a una prima sub-unit nel gruppo, formata da RUKA e ASA che hanno composto una canzone chiamata "I woke up in TOKYO" però definita dal pubblico un vero e proprio insuccesso. Altre particolarità nel loro primo full-album è la presenza di un brano co-produced dal celebre G-DRAGON, che ha creato la canzone principale dell'album, ovvero DRIP.
La YG ha inoltre anche annunciato che nei primi del 2025 il gruppo inizierà a fare il loro primo WORLD-TOUR lasciando in attesa i fans, intrepidi alla notizia.

## Altre attività
Nel febbraio 2024, il gruppo ha sponsorizzato la Pepsi-Cola nella regione Asia-Pacifico, ed è diventato volto del marchio cosmeceutico CNP Laboratory di LG Household & Health Care, per favorire i progressi nel mercato della bellezza giapponese. Due mesi dopo, il gruppo è diventato partner globale di Adidas.

## Formazione
- Ruka – voce (2023-presente)
- Pharita – voce (2023-presente)
- Asa – voce (2023-presente)
- Ahyeon – voce (2024-presente)
- Rami – voce (2023-presente)
- Rora – voce (2023-presente)
- Chiquita – voce (2023-presente)

## Discografia

### Album in studio
- 2024 – Drip

### EP
- 2024 – BabyMons7er

### Singoli
- 2023 – Batter Up
- 2024 – Stuck in the Middle
- 2024 – Forever

## Tournée
- 2025 – Hello Monsters World Tour

## Riconoscimenti
- Circle Chart Music Awards
  - 2024 – Principiante dell'anno di streaming globale per Batter Up[31]
  - 2024 – Candidatura al Premio MuBeat Global Choice Award (donne)[32]
  - 2024 – Candidatura al Principiante dell'anno per ascoltatori unici nello streaming per Batter Up[33]

- The Fact Music Awards
  - 2024 – Candidatura alla Miglior musica (inverno) per Batter Up[34]